# Хустопече
Хустопече (чеш. Hustopeče) град је у Чешкој Републици. Град се налази у управној јединици Јужноморавски крај, у оквиру којег припада округу Брецлав.

## Становништво
Према подацима о броју становника из 2014. године град је имао 5.862 становника.